# Jan Kopydłowski
Jan Władysław Kopydłowski (ur. 23 listopada 1929 w Krotoszynie, zm. 30 września 2004 w Poznaniu) – polski architekt.

## Życiorys
W latach 1950–1954 studiował na Wydziale Architektury Szkoły Inżynierskiej w Poznaniu, a następnie w latach 1955-1957 na Wydziale Rzeźby poznańskiej Państwowej Wyższej Szkoły Sztuk Plastycznych. Studia magisterskie ukończył na Wydziale Architektury Politechniki Wrocławskiej w 1960 roku (względnie – według innego źródła – w 1965). W latach 1954–1957 był projektantem w "Miastoprojekcie", od 1957 do 1959 r. starszym projektantem w "Prozamet" Poznań. W latach 1959–1982 zajmował stanowisko głównego specjalisty ds. architektury w Wojewódzkim Biurze Projektów Budownictwa Wiejskiego. Od 1982 roku jako architekt-twórca prowadził własną pracownię. W latach 1956–1971 został laureatem 21 konkursów architektonicznych (także ze współpracownikami), m.in. na pawilon polski na Wystawie Światowej w Brukseli, gmachy PAP i CAF w Warszawie, centrum handlowe w Poznaniu, hotel "Poznań" w Poznaniu, poznański pomnik generała Karola Świerczewskiego (co jednak nie było równoznaczne z realizacją) oraz 3 konkursów na prace plastyczne. Odznaczony Krzyżem Kawalerskim Orderu Odrodzenia Polki

## Dzieła
Projektant 14 kościołów w Poznaniu i w innych miejscowościach oraz współautor 32 wielkopolskich gościńców – zajazdów przydrożnych (razem z Jerzym Buszkiewiczem i Andrzejem Kurzawskim), wznoszonych około 1974 roku. Projektował osiedla mieszkaniowe złożone z typowych dla epoki elementów – m.in. w Poznaniu, Bydgoszczy i Trzciance, Centrum Strzelectwa Sportowego w Pile, Centralny Ośrodek Badania Odmian Roślin Uprawnych w Słupi Wielkiej i Centralny Ośrodek Doskonalenia Kadr Kierowniczych w Poznaniu. W 1977 roku otrzymał Krzyż Kawalerski Orderu Odrodzenia Polski, wyróżniony odznaczeniami i nagrodami resortowymi. Był członkiem SARP. Na zasadzie hobby zajmował się również malarstwem.

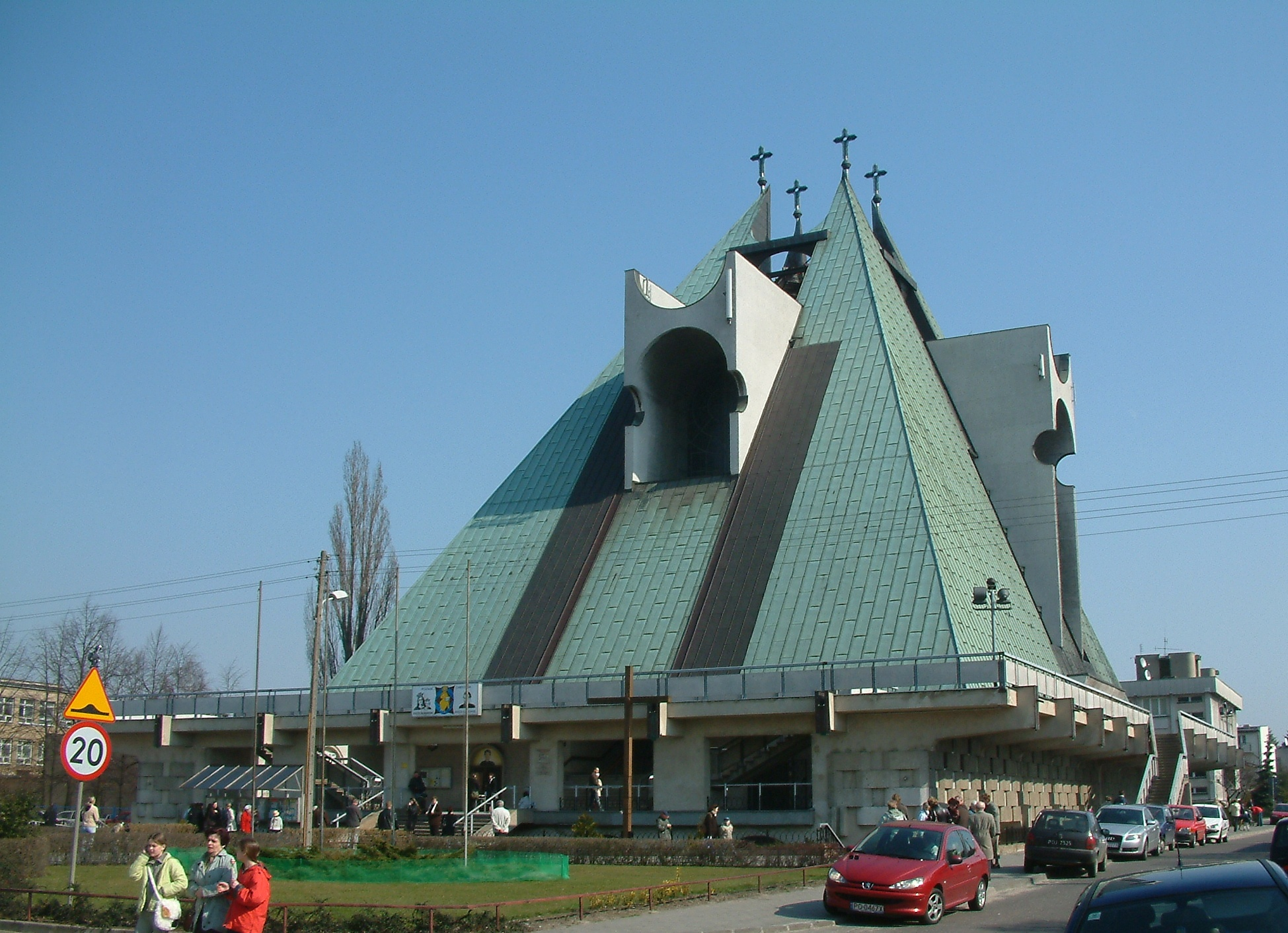
Kościół św. Jana Bosko w Poznaniu

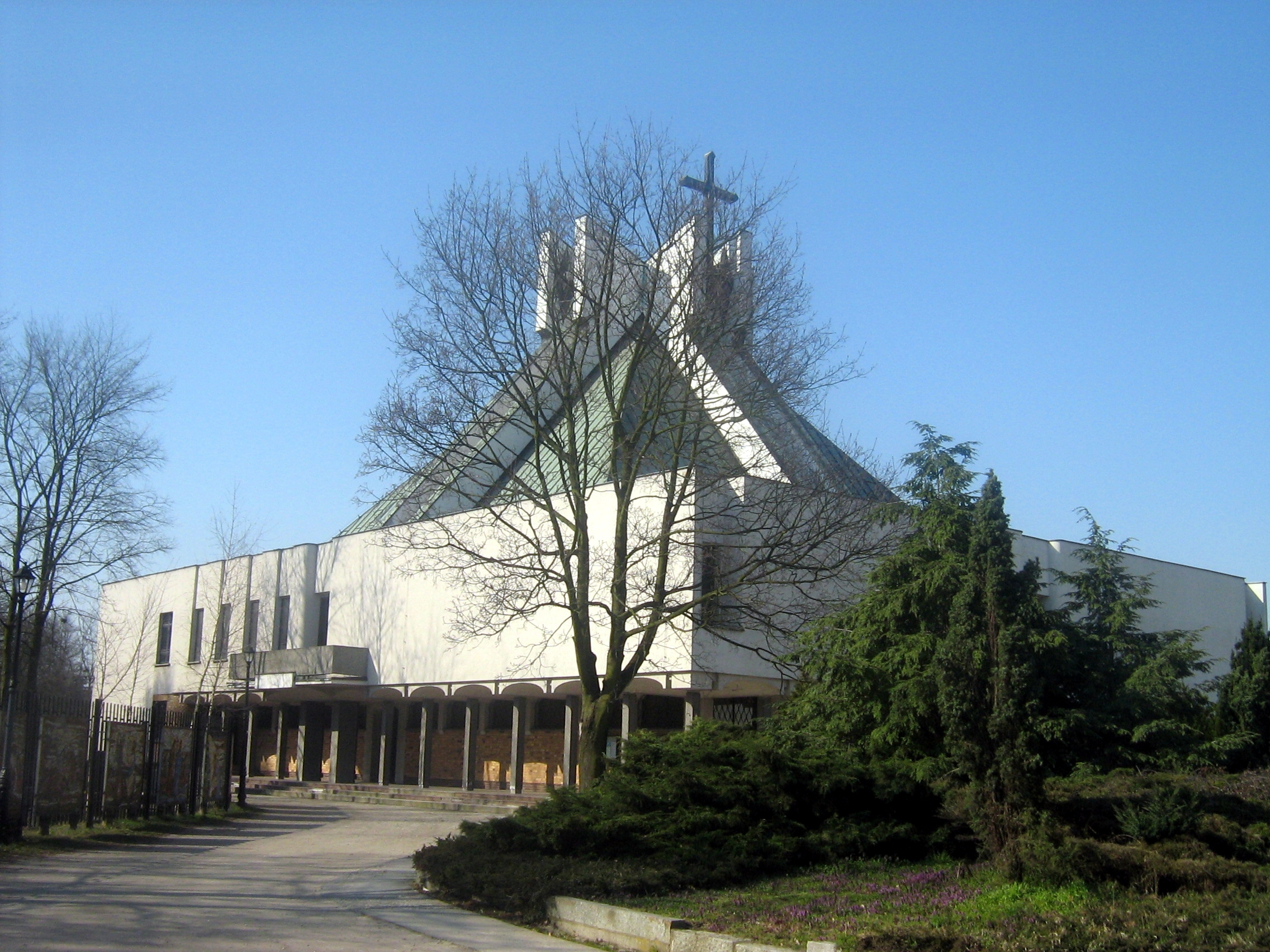
Kościół Chrystusa Dobrego Pasterza w Poznaniu

Do jego prac należą następujące budowle sakralne:
- Kościół Matki Bożej Pocieszenia w Poznaniu (Podolany, ul. Kartuska), zbudowany 1970-1973
- Kościół św. Jana Bosko w Poznaniu (Winogrady, ul. Warzywna), wzniesiony w latach 1975-1988
- Kościół Chrystusa Dobrego Pasterza w Poznaniu, (Ogrody, ul. Nowina) projekt z 1981 r., budowa 1982-1988 (współpraca Stefan Bajer, Zbigniew Linka)
- Klasztor karmelitanek bosych w Poznaniu (ul. Święty Wojciech), 1983-1988
- Klasztor Sióstr Misjonarek dla Polonii Zagranicznej z kaplicą w Poznaniu (Morasko, ul. Sióstr Misjonarek), ukończony 1990
- Kościół Ducha Świętego we Włocławku (Michelin), 1983 – stan surowy 1992
- Kościół NMP Królowej Polski we Włocławku Zawiśle), 1985-2000
- Kościół parafialny w Spycimierzu, 1986-1992
- Kościół śś. Cyryla i Metodego w Poznaniu (Wola, ul. Wigury), 1989-1994
- Kościół NMP Królowej Polski w Koninie, 1991-2000
- Kościół NMP Matki Odkupiciela w Poznaniu (Piątkowo, os. Władysława Jagiełły), 1992-2000

Pochowany na cmentarzu parafii Matki Bożej Pocieszenia w Poznaniu. W 2005 r. SARP zorganizował w Poznaniu wystawę jego prac plastycznych.